# 島原站 (長崎縣)
島原站（日语：／ Shimabara eki */?）是位於長崎縣島原市片町，島原鐵道的島原鐵道線車站。為島原市的中心車站。急行從此站至島原港站之間各站停車。

## 歷史
- 1913年（大正2年）9月24日 - 車站啟用[1]。
- 1984年（昭和59年）9月30日 - 結束貨物業務。
- 1989年（平成元年）12月22日 - 現時的車站大樓落成[2]。
- 2008年（平成20年）3月 - 站內平交道設置警報機和遮斷機。

## 車站構造

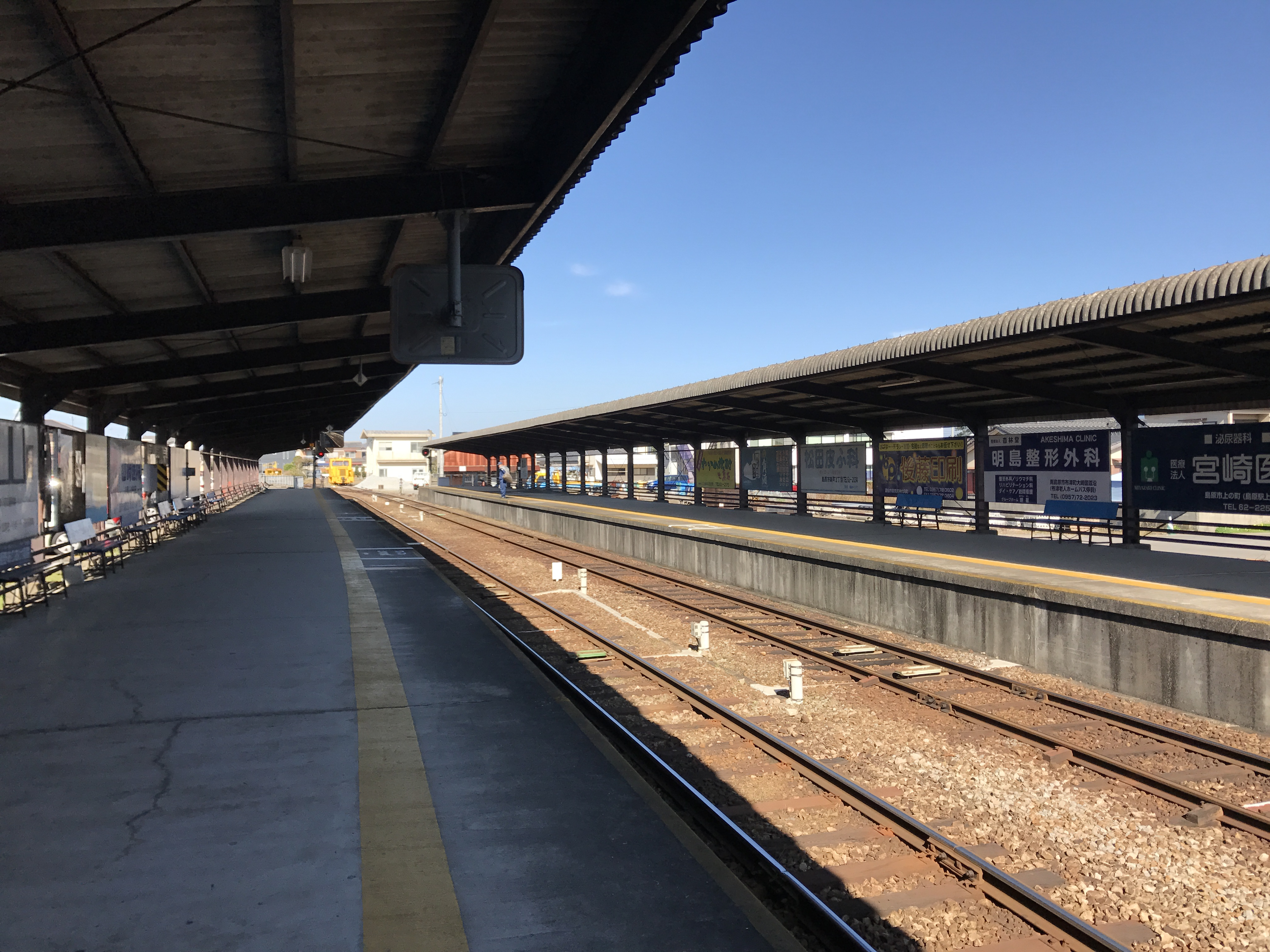
月台

車站是一座地面車站，設有2面2線的相對式月台。車站大樓是以島原城的大手門作為設計特徴。此站是有人車站，設有自動售票機和窗口。此站可購買聯絡車票。月台和車站大樓之間設有站內平交道，當中設有警報機設備。

### 月台
| 月台 | 路線        | 上下行 | 方向                 | 備註 |
| ---- | ----------- | ------ | -------------------- | ---- |
| 1    | ■島原鐵道線 | 上行   | 本諫早、諫早方向     |      |
| 2    | ■島原鐵道線 | 下行   | 島原船津、島原港方向 |      |

## 車站周邊

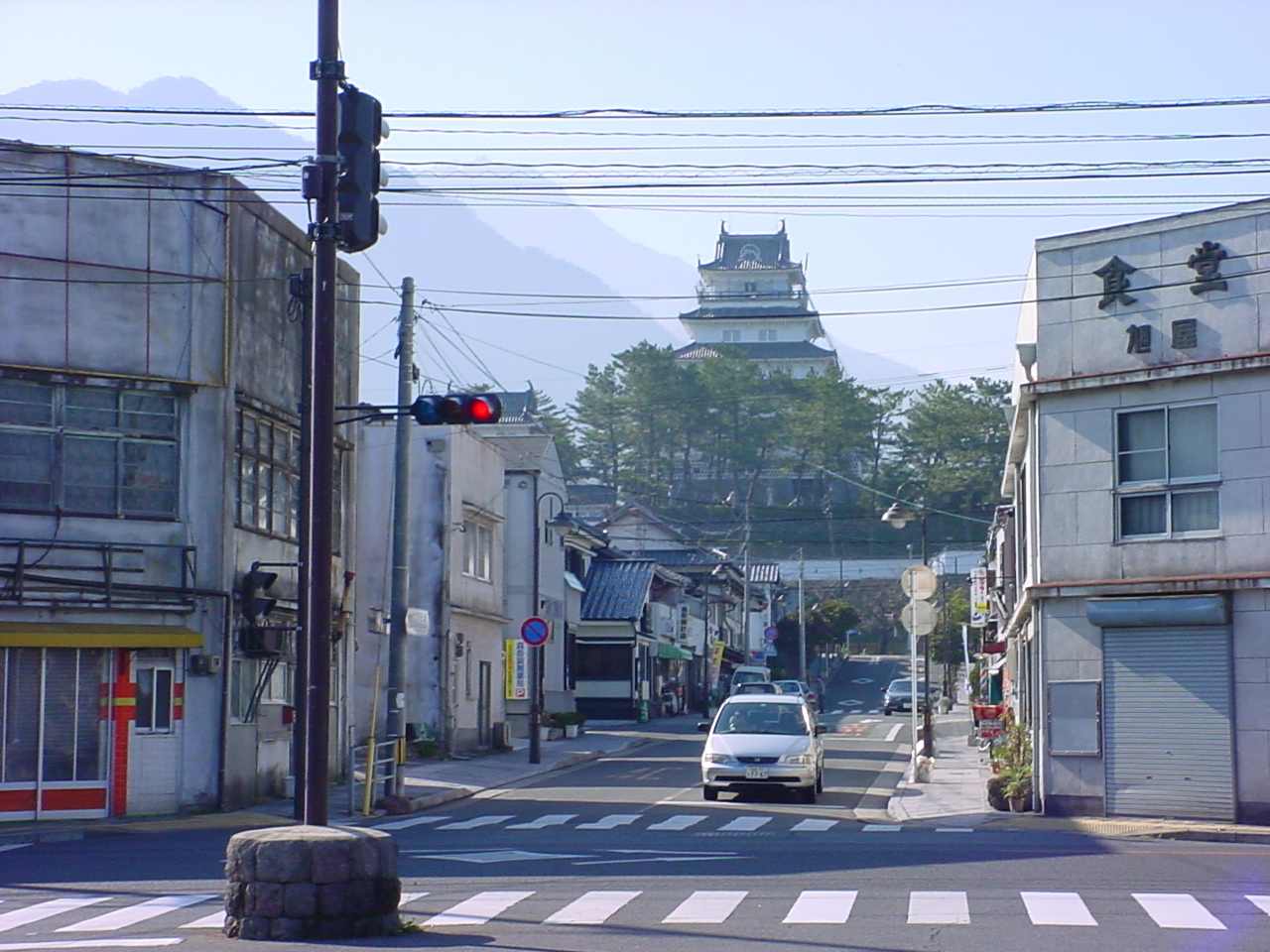
前站望向島原城

站前位於島原市區內。為長崎縣南部地方、島原半島的行政和經濟中心。站前（車站西邊）設有國道251號，國道與島原鐵道線並行。
- 島原市立第一小學（日语：島原市立第一小学校）
- 島原市立第一中學（日语：島原市立第一中学校）
- 長崎縣立島原高等學校（日语：長崎県立島原高等学校）
- 長崎縣立島原商業高等學校（日语：長崎県立島原商業高等学校）
- 長崎縣立島原特別支援學校（日语：長崎県立島原特別支援学校）
- 島原市政廳
- 島原文化會館
- 長崎地方裁判所、家庭裁判所島原分部及島原簡易裁判所合同廳舍
  - 長崎地方裁判所（日语：長崎地方裁判所）
  - 長崎家庭裁判所（日语：長崎家庭裁判所）島原分部
  - 島原簡易裁判所
- 長崎地方法務局島原分局
- 島原圖書館
- 島原大手郵局
- 島原江戶町郵局
- 島原城
- 島原武家屋敷街
- 藍色理髮店（日语：青い理髪舘）
- 島原警署（日语：島原警察署）
- ELLENA島原店

## 巴士路線
站前設有島鐵巴士「島原站前」巴士站。
- 雲仙、小濱線（部分班次前往諫早方向）
- 多比良港線（部分班次前往諫早方向）
- 加津佐、有家、島原站線（廢線區間代行線）
- 水分、畜產線
- 藤原線
- 島原市內線
- 島原Megurin巴士（島原城、七萬石坂、鯉魚游泳鎮清流亭前、白土、島原港方向）※星期六、日、假日、盂蘭盆節和年尾年頭行走
- 【高速】福岡線島原號（日语：島原号）：前往西鐵天神高速客運總站、博多巴士總站（日语：博多バスターミナル）（西鐵（日语：西鉄高速バス）聯營）

## 使用狀況
在2017年度的一年總乘車人次為166,185人，下車人次為156,747人。
以下為近年一年總乘車人次和下車人次變化。在2008年，島原港站至加津佐站之間廢止後，使用人次人幅下跌。
| 年度               | 一年總 乘車人次 | 一年總 下車人次 |
| ------------------ | --------------- | --------------- |
| 2000年（平成12年） | 351,131         | 342,220         |
| 2001年（平成13年） | 376,659         | 361,894         |
| 2002年（平成14年） | 368,441         | 350,684         |
| 2003年（平成15年） | 358,024         | 339,788         |
| 2004年（平成16年） | 322,087         | 305,877         |
| 2005年（平成17年） | 302,739         | 289,248         |
| 2006年（平成18年） | 272,199         | 261,790         |
| 2007年（平成19年） | 281,528         | 267,642         |
| 2008年（平成20年） | 179,095         | 162,865         |
| 2009年（平成21年） | 164,608         | 149,095         |
| 2010年（平成22年） | 170,673         | 155,578         |
| 2011年（平成23年） | 167,687         | 151,930         |
| 2012年（平成24年） | 168,000         | 156,391         |
| 2013年（平成25年） | 181,534         | 166,916         |
| 2014年（平成26年） | 181,533         | 164,717         |
| 2015年（平成27年） | 183,889         | 168,516         |
| 2016年（平成28年） | 170,072         | 157,866         |
| 2017年（平成29年） | 166,185         | 156,747         |

## 相鄰車站
島原鐵道
■島原鐵道線
急行（此站至島原港站之間各站停車）
大三東－島原－靈丘公園體育館
普通
三會－島原－靈丘公園體育館

## 注腳
1. ↑  「軽便鉄道運輸開始」『官報』1913年10月14日（國立國會圖書館數碼化收藏）
2. ↑  《島原鐵道100年史》島原鐵道，2008年，141頁
3. ↑  第66版（令和元年）長崎県統計年鑑 （页面存档备份，存于）（日語） - 長崎縣
4. ↑  長崎縣統計年鑑  （页面存档备份，存于）（日語），2020年9月5日參閲

## 外部連結
- 島原站 - 島原鐵道 （页面存档备份，存于）（日語）